# 韋蘭 (麻薩諸塞州)
韋蘭（英語：Wayland）是一個位於美國麻薩諸塞州米德爾塞克斯縣的鎮。

## 人口
根據2020年美國人口普查的數據，韋蘭的面積為41.20平方千米，當中陸地面積為39.50平方千米，而水域面積為1.70平方千米。當地共有人口13943人，而人口密度為每平方千米338人。